# 백제예술대학교
백제예술대학교는 전북특별자치도 완주군과 서울특별시 강남구에 캠퍼스 및 부속시설(공연장)이 있는  예술전문대학이다. 전 전라북도지사, 문화방송(MBC) 대표, 백제문화개발연구원 상임고문 이환의가 설립하였다. 예술대학교(Institute of the Arts)라는 명칭답게 예술가 배출에 특성화됐으며, 약칭은 백제예대(百濟藝大)이다.

## 연혁
- 1989년 12월 학교법인 백암학원 설립 인가
- 1991년 11월 30일 백제전문대학 설립
- 1992년 3월 17일 개교
- 1992년 10월 6일 백제예술전문대학으로 교명 변경
- 1997년 교육법 제 128조 3항에 의거 예술전문학사 학위 수여 제도 시행
- 1998년 5월 1일 백제예술대학으로 교명 변경
- 2000년 중소기업청 기술지도대학으로 지정
- 2002년 교육부 특성화(III영역) 대상학교 선정
- 2002년 교육부 향토산업 선정
- 2004년 서울 강남구에 아트센터(백암아트홀) 개관
- 2005년 캐나다 공립 Humber College 협력 협약체결
- 2010년 교육과학기술부 선정 학자금대출제한대학[1]
- 2011년 전문대학 지속가능지수 예술 부문 4위[2]
- 2012년 3월 19일 백제예술대학교로 교명 변경
- 2012년 문화체육관광부 전문대학 최초&유일 문화예술교육사(2급) 교육기관 선정[3]
- 2014년 한국대학교육협의회 전문대학 기관평가인증대학 선정
- 2014년 전주시 협력 협약체결[4]

- 2015년 문화체육관광부 전문대학 유일 문화예술교육사(2급) 교육기관 선정[5]
- 2016년 교육부 자유학기제 진로체험활동 프로그램 운영기간 선정
- 2016년 이탈리아 명문 Istituto Europeo di Design(IED) 협력 협약체결
- 2019년 사립전문대학 기본재산 확보율 432.7% 5위[6]
- 2024년 전문대학 기관 평가 인증 취득

## 학과 및 전공
전공에 맞는 실기시험을 통해 입학하기 때문에 '과' 혹은 '과-전공' 체제로 운영된다.